# Peter Schoeffer le Jeune
Peter Schoeffer le Jeune, en allemand Peter Schöffer der Jüngere, est un imprimeur allemand né vers 1480 à Mayence et mort en 1547 à Bâle. Il est le second fils de l'imprimeur Peter Schoeffer.

## Biographie
Peter Schoeffer naît entre 1475 à 1480, il est le deuxième fils de l'imprimeur et typographe de Mayence Peter Schoeffer. Après la mort de son père, il installe son premier atelier dans la maison familiale à Mayence. Il se spécialise dans l'impression de partitions et devient rapidement l'imprimeur musical le plus importante d'Allemagne. En 1512, il publie 88 pages de Tabulaturbuch.
En août 1512, il hérite de la maison de son père à Mayence mais la vend pour des raisons financières et en 1518, il part s'installer à Worms.
Là, il entre en contact avec les milieux réformistes et en 1526, il imprime le Nouveau Testament en anglais de William Tyndale, une traduction de la Bible en 1529, la Bible de Worms, connue sous le nom de Bible anabaptiste et première édition protestante avant celle de Luther, ainsi que la deuxième partie du livre de cantiques de Johann Walter. À Worms, il publie environ 60 impressions.
Il est expulsé de Worms avec les autres anabaptistes et il s'installe à Strasbourg. Son fils de son premier mariage Ivo Schoeffer reprend en 1531 l'atelier familial à Mayence. En 1539, Peter s'associe à Bâle avec l'éditeur Matthias Apiarius avec lequel il imprime des manuscrits de musique seulement. Ensemble, ils publient les œuvres du compositeur Johannes Froschius (1535). Pendant un temps, Schöffer travaille à Venise en 1541 et 1542. Après son retour de Venise, il épouse sa troisième épouse Elisabeth à Bâle. Il y meurt en 1547.
Peter Schoeffer fils excellait dans la découpe du métal et la fabrication des formes, et fut à l'origine d'une méthode de double impression des partitions de musique.